# Shanghai Stock Exchange 50 Index
Shanghai Stock Exchange 50 Index (kurz: SSE 50) ist ein Aktienindex an der Börse Shanghai. Der Index enthält die Werte der 50 größten chinesischen Unternehmen (siehe Liste der größten Unternehmen in der Volksrepublik China), ausgewählt aus dem Shanghai Stock Exchange 180 Index.

## Mitglieder im SSE 50
(Stand: November 2008)
| Name                                                    | Gewichtung im SSE (in %) | Anzahl der Aktien | Markt- kapitalisierung in Mio. € | Aktienverteilung (Provisorische Angaben)             |
| ------------------------------------------------------- | ------------------------ | ----------------- | -------------------------------- | ---------------------------------------------------- |
| Air China Limited                                       |                          |                   |                                  |                                                      |
| Aluminum Corporation of China Ltd.                      |                          |                   |                                  | Alcoa 8,0 %                                          |
| Bank of China Limited                                   |                          |                   |                                  | Central Huijin Investment 69,265 % RBS China 8,467 % |
| Bank of Communications Co., Ltd.                        |                          |                   |                                  | HSBC 19,9 %                                          |
| Baoshan Iron & Steel Co., Ltd.                          |                          |                   |                                  | Staat China 77,89 %                                  |
| Beijing North Star Company Limited                      |                          |                   |                                  |                                                      |
| China CITIC Bank Corporation Limited                    |                          |                   |                                  |                                                      |
| China COSCO Holdings Company Limited                    |                          |                   |                                  |                                                      |
| China Construction Bank Corporation                     |                          |                   |                                  |                                                      |
| China Life Insurance Company Limited                    |                          |                   |                                  |                                                      |
| China Merchants Bank Co., Ltd.                          |                          |                   |                                  | China Merchants Group 18,0 %                         |
| China Minsheng Banking Corp., Ltd.                      |                          |                   |                                  |                                                      |
| China Pacific Insurance (Group) Co. Ltd.                |                          |                   |                                  |                                                      |
| China Petroleum & Chemical Corporation                  |                          |                   |                                  | Staat China 100,0 %                                  |
| China Railway Group Limited                             |                          |                   |                                  |                                                      |
| China Shenhua Energy Company Limited                    |                          |                   |                                  |                                                      |
| China Southern Airlines Company Limited                 |                          |                   |                                  |                                                      |
| China United Telecommunications Corporation             |                          |                   |                                  | China Unicom (BVI) Ltd. 52,6 %                       |
| China Yangtze Power Co., Ltd.                           |                          |                   |                                  |                                                      |
| Citic Securities Co., Ltd.                              |                          |                   |                                  |                                                      |
| Daqin Railway Co., Ltd.                                 |                          |                   |                                  |                                                      |
| Datang International Power Generation Company Co., Ltd. |                          |                   |                                  |                                                      |
| Founder Technology Group Corp.                          |                          |                   |                                  |                                                      |
| GD Power Development Co., Ltd.                          |                          |                   |                                  |                                                      |
| Guangshen Railway Co., Ltd.                             |                          |                   |                                  |                                                      |
| Handan Iron and Steel Co., Ltd.                         |                          |                   |                                  |                                                      |
| Hua Xia Bank Co., Ltd.                                  |                          |                   |                                  | Deutsche Bank 13,7 %                                 |
| Industrial and Commercial Bank of China Ltd.            |                          |                   |                                  | Staat China 36,2 %                                   |
| Industrial Bank Co., Ltd.                               |                          |                   |                                  | Provinz Fujian 20,40 % Hang Seng Bank 12,78 %        |
| Inner Mongolia BaoTou Steel Union Co., Ltd.             |                          |                   |                                  |                                                      |
| Inner Mongolia Yili Industrial Group Co., Ltd.          |                          |                   |                                  |                                                      |
| Jiangxi Copper                                          |                          |                   |                                  |                                                      |
| Jilin Yatai Group Co., Ltd.                             |                          |                   |                                  |                                                      |
| Kweichow Moutai Co., Ltd.                               |                          |                   |                                  |                                                      |
| Liaoning Chengda Co., Ltd.                              |                          |                   |                                  |                                                      |
| Orient Group Incorporation                              |                          |                   |                                  |                                                      |
| PetroChina Company Limited                              |                          |                   |                                  |                                                      |
| Ping An Insurance (Group) Company of China, Ltd.        |                          |                   |                                  |                                                      |
| Poly Real Estate Group Co., Ltd.                        |                          |                   |                                  | China Poly Group 55,0 %                              |
| SAIC Motor Corporation Limited                          |                          |                   |                                  |                                                      |
| Shanghai International Airport Co., Ltd.                |                          |                   |                                  |                                                      |
| Shanghai International Port Group Co., Ltd.             |                          |                   |                                  | Stadt Shanghai 60,0 % ?                              |
| Shanghai Pudong Development Bank Co., Ltd.              |                          |                   |                                  | Citigroup 24,9 %                                     |
| Shanghai Zhenhua Port Machinery Co., Ltd.               |                          |                   |                                  |                                                      |
| Shenergy Company Ltd.                                   |                          |                   |                                  |                                                      |
| Tianjin Port Company                                    |                          |                   |                                  |                                                      |
| Western Mining Co., Ltd.                                |                          |                   |                                  |                                                      |
| Wuhan Iron and Steel Company Ltd.                       |                          |                   |                                  |                                                      |
| Youngor Group Co., Ltd.                                 |                          |                   |                                  |                                                      |
| Chihong Zn & Ge Co., Ltd.                               |                          |                   |                                  |                                                      |
| Gesamt                                                  | 100,00                   |                   |                                  |                                                      |